# Carmen Álvarez-Arenas
María Carmen Álvarez-Arenas Cisneros, née le 3 août 1948 à Madrid, est une femme d'affaires et femme politique espagnole membre du Parti populaire (PP).
Députée de l'Assemblée de Madrid entre 1987 et 2008, elle est désignée sénatrice de 1999 à 2003. Elle est élue députée de la circonscription de Madrid lors des élections générales de 2008 et démissionne en septembre 2017.

## Biographie

### Vie privée
Elle est la fille de l'ancien capitaine général franquiste et ministre de l'Armée pendant la Transition Félix Álvarez-Arenas Pacheco. Elle est mère de six enfants.

### Formation
Elle possède un diplôme en secrétariat international, gestion et direction d'entreprises et est titulaire d'un master en sécurité et défense qu'elle obtient à l'Université Roi Juan Carlos. Elle est femme d'affaires et dirige une entreprise familiale possédant diverses filiales hors de l'Espagne.

### Vie politique

#### Vingt ans dans la politique régionale
Elle est investie sur les listes du Parti populaire à l'occasion des élections régionales de 1987 et se trouve élue députée de la circonscription autonomique de Madrid à l'Assemblée de Madrid. Elle siège sur les bancs du groupe populaire régional et en devient porte-parole adjointe jusqu'en 1995.
Après la tenue des élections de 1995 qui voient la victoire du PP et l'investiture d'Alberto Ruiz-Gallardón à la tête de l'exécutif régional, elle est nommée vice-conseillère de la Présidence de la Communauté de Madrid ; ce poste correspond à celui de numéro deux du département exécutif dirigé par Manuel Cobo. Une nouvelle fois réélue lors des élections de 1999, elle est désignée sénatrice en session plénière de l'Assemblée de Madrid au mois de juillet 1999 pour toute la durée de la Ve législature régionale. Au Sénat, elle fait partie de la commission de l'Industrie, du Commerce et du Tourisme et de la commission de l'Intérieur et de la Fonction publique où elle assure les fonctions de porte-parole adjointe du groupe populaire durant la première partie de son mandat, entre septembre 1999 et janvier 2000. Pendant la deuxième partie de son mandat, entre mai 2000 et juillet 2003, elle est successivement première vice-présidente de la commission de la Défense puis porte-parole dans cette commission à partir de septembre 2002. Faisant, en outre, partie de la commission mixte pour l'Union européenne, elle intègre la délégation espagnole à l'Assemblée parlementaire de l'OTAN et à l'Assemblée parlementaire du Conseil de l'Europe. Son mandat de sénatrice régionale prend fin avec la dissolution de l'Assemblée de Madrid par le président Ruiz-Gallardón en vue des élections régionales de mai 2003.
Après la législature stérile causée par l'absence de majorité et les nouvelles élections d'octobre, elle se voit propulsée au bureau de l'Assemblée, au rang de troisième secrétaire. Elle abandonne ses fonctions au sein de l'organe décisionnel de l'Assemblée en 2005 lorsqu'elle devient vice-conseillère à l'Emploi et aux Femmes ; un département du gouvernement d'Esperanza Aguirre d'abord géré par Juan José Güemes (en) puis par Paloma Adrados.

#### Le saut à la politique nationale
Elle quitte ses fonctions exécutives et son mandat de parlementaire régionale lorsqu'elle est investie sur la liste de la circonscription de Madrid conduite par Mariano Rajoy pour les élections générales de mars 2008. Élue député nationale, elle siège à la commission des Affaires étrangères, à celle de la Défense et devient porte-parole à la commission du Travail et de l'Immigration. Après les élections de novembre 2011, elle devient porte-parole à la commission de l'Emploi et de la Sécurité sociale et intègre la députation permanente en tant que membre suppléante.
Membre du conseil exécutif du Parti populaire de la Communauté de Madrid, elle rempile pour un troisième mandat en décembre 2015. Elle est alors promue première vice-présidente de la commission de la Défense et retrouve sa place à l'Assemblée parlementaire de l'OTAN. Réélue pour un quatrième mandat, elle conserve l'ensemble des fonctions qu'elle détenait pour le mandat précédent.

#### Démission et retrait
Le 10 septembre 2017, le journal d'investigation eldiario.es publie un article dans lequel il révèle que la députée madrilène a sciemment oublié de mentionner dans sa déclaration d'activités — publiée au début de la législature — qu'elle est propriétaire et conseillère déléguée d'une filiale en République dominicaine d'une entreprise de lavage et propreté. Créée en 2013, l'entreprise en question aurait constamment réalisé du bénéfice. Le journal révèle aussi que la député aurait participé à la rédaction d'une loi qui bénéficierait à ses entreprises et qu'elle aurait reçu d'importantes subventions du gouvernement de la Communauté de Madrid. Elle corrige sa déclaration quelques jours plus tard pour y mentionner les filiales non-déclarées.
Elle annonce finalement renoncer à son mandat le 15 septembre au motif qu'elle « réfléchissait depuis quelque temps à quitter la politique ». Dans un écrit remis au bureau du Congrès et contresigné par le porte-parole parlementaire Rafael Hernando, elle indique que la démission prend effet le 18 septembre suivant. Elle est remplacée par la suivante sur la liste du PP, il s'agit en l’occurrence de l'ancienne députée Pilar Marcos Domínguez.